# St. Francis (Minnesota)
St. Francis és una població dels Estats Units a l'estat de Minnesota. Segons el cens del 2000 tenia 4.910 habitants.

## Demografia
Segons el cens del 2000, St. Francis tenia 4.910 habitants, 1.638 habitatges, i 1.300 famílies. La densitat de població era de 81,3 habitants per km².
Dels 1.638 habitatges en un 51,3% hi vivien nens de menys de 18 anys, en un 59,1% hi vivien parelles casades, en un 14,3% dones solteres, i en un 20,6% no eren unitats familiars. En el 13,3% dels habitatges hi vivien persones soles el 3,1% de les quals corresponia a persones de 65 anys o més que vivien soles. El nombre mitjà de persones vivint en cada habitatge era de 3 i el nombre mitjà de persones que vivien en cada família era de 3,27.
Per edats la població es repartia de la següent manera: un 35,2% tenia menys de 18 anys, un 9,4% entre 18 i 24, un 37,2% entre 25 i 44, un 14,6% de 45 a 60 i un 3,5% 65 anys o més.
L'edat mediana era de 28 anys. Per cada 100 dones de 18 o més anys hi havia 97,8 homes.
La renda mediana per habitatge era de 51.982 $ i la renda mediana per família de 52.193 $. Els homes tenien una renda mediana de 40.585 $ mentre que les dones 28.112 $. La renda per capita de la població era de 19.957 $. Entorn del 3% de les famílies i el 4,8% de la població estaven per davall del llindar de pobresa.

## Poblacions més properes
El següent diagrama mostra les poblacions més properes.